# Deltocyathus agassizii
Espèce
Statut CITES
Deltocyathus agassizii est une espèce de coraux appartenant à la famille des Deltocyathidae ou Caryophylliidae.